# はじめ (お笑い芸人)
はじめ（1963年7月23日 - ）は、日本のお笑いタレント、喜劇俳優、元漫才師である。本名は大井 肇（おおい はじめ）。
吉本新喜劇の座員。旧芸名は中田 はじめ（なかた はじめ）。吉本興業所属。また正道会館貝塚支部長も務めている。
大阪府岸和田市出身。血液型はA型。大阪府立佐野高等学校卒業。

## 略歴
芦原英幸主宰の芦原会館に入門し「世界最強」を目指して極真空手の稽古に明け暮れていたが、21歳の時に出た試合で緑健児に敗れて「店をやりながら空手して結婚」という人生設計の根底が崩れる。たまたまこの時期に漫才ブームが到来し、中田カウス・ボタンのボタンに弟子入りすることとなる。
1986年に「中田はじめ・圭祐」を結成し数々の賞を受賞するも、頂点の賞をとることができなかったため、申し合わせ通りに解散。相方を変えて1991年にNSC9期生の後輩・山口幸治（現在は廃業）と「ラッキースター」を結成し、再び賞を受賞するも解散とあいなる。
二度目の解散後に進路について悩んでいた時、東京に進出前の今田耕司に勧められていたこともあってボタンの許可を得たうえで1995年に吉本新喜劇に入団。
2007年に、糖尿病を患ったのをきっかけに、大阪府貝塚市内に空手道場を開いた。あまり似てないが石原裕次郎の物真似をする。

## ギャグ
自分から生み出すギャグは自身のキャラクターには合っていないとして、自分がいじられて生み出されるギャグを重視しており、主要なギャグイメージは島木譲二。
- 短い首をネタにされ、他の人に触れると同様に伝染するというギャグ。淀川吾郎の首振り、中山美保の老化など、伝染するギャグの派生型である。
- 登場時や退場時にこけ、起き上がった後、「危な〜っ！ もうちょっとでコケるとこやった」と言い、「コケてましたよ！」と共演者に突っ込まれる。
- サングラスを着用して「あ、石原裕次郎や！」と言われ、ワイングラスをまわす真似をしながら「こ〜れ〜でおよ〜しよ〜」と石原裕次郎の「ブランデーグラス」を歌いだすが、すぐ続けて「フフフフフン…」とハミングになってしまい、「（歌詞を）知らんのかい！」と突っ込まれる。
- サングラスを外すと「何もあれへん顔や、素うどんみたいな顔」といじられる（元々は、古くからある帯谷孝史のいじられギャグである）。
- 「アンパンマンでしょ？」としつこくいじられる。入団して2年目から3年目のころにニューリーダー(座長）の一人石田靖がネタを振ったのが最初で、次第に内場や辻本茂雄らが「アンパンチ」や「お腹がすいて（元は顔が汚れて、濡れて）力が出ない…」などのバリエーションを増やしていった。バリエーションの増加の背景としては、ニューリーダーらが同じいじり方をしないのが幸いした[5]。
- 川畑泰史や烏川耕一と区別がつけられず、共演者が間違えたり、いじられることがある。内場がネタを振ったのが最初で、のちに川畑が座長に就任した際にわざわざ「おめでとうございます」という人間が出てくるほどになった。[5]
- 「バカじゃろか」 - 漫才コンビのラッキースター時代のギャグ。両手を頭上と胸あたりでSの字を作るように動かしながら言う。

## エピソード
実家は喫茶店を営んでおり、店名はベレッサー。これは中田の父が元レーサーであり、レースでいすゞベレットに乗っていたことに由来する。
中田ボタンの門をたたき芸能界入りした後は、NGK内に空手部を創部し吉本会館を名乗る。その後、正道会館に移籍し、同館の貝塚教室を開き、2012年に貝塚支部長となった。1991年には「吉本会館」の流派名で白蓮会館の全日本大会に出場経験もある。
ボタンに弟子入り志願をするも、当時ボタンには弟子が2人いて「3人もいらん」ということですぐには入門にはならず、空きができるまではなんば花月の緞帳係などを務めた。空手を教えていたことが伝わっていたのか、あまり先輩にしごかれることはなかったが、緞帳係の時代に緞帳を下げ忘れて岡八朗に説教を食らったことがある。
新喜劇団員としての初舞台はうめだ花月で行われたが、番組中に阪神・淡路大震災が発生する
元全日本極真カラテチャンピオンの増田章、大西靖人（元岸和田市議）らとはボディービルのジムでの練習仲間であった。
同じ新喜劇座員である安尾信乃助のブログに、舞台とプライベートに関係なく、頻繁に言い間違いをすることを「はじめさんかみ語録」としてネタにされている。
若手時代はプライベートで仲が良かった浜田雅功（ダウンタウン）の運転手をしていた。
メイド喫茶が好きで、舞台の合間の昼食や一服に利用して通いつめている。その際は今別府直之を誘うことが多い。今別府はこれについて、「メイド喫茶は楽しいけれど、ごはんはレンジで温めたようなものばかりだし、何度も行くと飽きる。それでも、先輩に誘っていただけるのはありがたいこと」と述べている。
高井俊彦からはSNSなどで「はじめおばあちゃん」と呼ばれている。これは高井の祖母が中田にそっくりであるからだという。

## 受賞歴
中田はじめ・圭祐
- 1987年 - 第8回今宮こどもえびす新人漫才コンクール 奨励賞
- 1989年 - 第19回NHK上方漫才コンテスト 優秀賞
- 1990年 - 第11回ABCお笑い新人グランプリ 優秀賞

ラッキースター
- 1991年 - 第22回NHK上方漫才コンテスト 優秀賞

## テレビ出演
- あらびき団（TBS、2008年4月30日、烏川耕一とともに「チーム力道山」として）
- ケンゴローサーカス団（MBS）
- はじめのミニだんじりへの道（テレビ岸和田）